# Фріц Лерцер
Фріц Лерцер (нім. Fritz Loerzer; 27 липня 1893, Берлін — 21 липня 1952, Фархант) — німецький протестантський пастор і льотчик-ас, лейтенант Прусської армії.

## Біографія
В 1913 році розпочав вивчення теології в Берлінському університеті, проте в 1915 році перервав навчання і 15 червня вступив у військову авіацію. Пройшов підготовку в 2-му запасному льотному дивізіоні в Адлерсгофі. Серед льотчиків мав прізвисько «Літаючий пастор», як нагадування про його передвоєнну церковну кар'єру. Після служби на двомісних розвідниках 11 березня 1916 року перейшов до свого брата Бруно в бойове командування одномісних винищувачів «Ямец». Коли стали формуватися винищувальні ескадрильї, 10 вересня 1916 року потрапив в 6-ту винищувальну ескадрилью у званні віцефельдфебеля і, здобувши одну перемогу в її складі, вивищений до офіцера, а 21 лютого 1917 року знову перевівся до брата — цього разу в 26-ту винищувальну ескадрилью. 9 січня 1918 призначений командиром 63-ї, 21 лютого — 26-ї винищувальної ескадрильї, тоді як його брат прийняв командування над 3-ю винищувальною ескадрою. 8 травня Фріц Лерцер повів свою ескадрилью, що літала на трипланах, в атаку на п'ятірку SE 5 із ланки В 74-ї ескадрильї, яка виконувала штурмове завдання. 3 ворожі машини було збито, а 2 інші тяжко пошкоджено. 12 червня і сам Лерцер виявився збитим і потрапив у полон, коли у його винищувача зламалося крило в бою над Кютрі. Всього за час бойових дій здобув 11 перемог.
Після звільнення з полону в 1920 році продовжив навчання. В 1922 році пройшов рукопокладання і в 1923 році став пастором у Фрідеберзі, з 1928 року — в Берліні. 1 січня 1932 року вступив в НСДАП (квиток № 893 810). Лерцер став одним із співзасновників руху «Німецькі християни» і в 1933 році був призначений в консисторію Берлін-Бранденбург. З липня 1933 року — заступник імперського керівника «Німецьких християн». З жовтня 1933 року — пробст Курмарка. Після розколу «Німецьких християн» в 1935 році приєднався до «Руху боротьби та віри німецьких християн» Йоахіма Госсенфельдера і став його заступником. У червні 1936 року, після відсторонення радикальних представників «Німецьких християн», був змушений відмовитись від посади пробста і призначений старшим радником консисторії Евангелічної церкви церковної провінції Саксонія в Магдебурзі, в 1939 році — консисторії Берліна. У 1940 році повернувся на військову службу як офіцер резерву. Після Другої світової війни не отримав пасторства, проте в 1945/48 роках надавав допоміжні послуги Євангелічно-лютеранській церкві Баварії.

## Нагороди
- Нагрудний знак військового пілота (Пруссія)
- Залізний хрест 2-го і 1-го класу
- Почесний кубок для переможця у повітряному бою
- Почесний хрест ветерана війни з мечами